# Anodontostoma
Anodontostoma is een geslacht van straalvinnige vissen uit de familie van haringen (Clupeidae).

## Soorten
- Anodontostoma chacunda Hamilton, 1822
- Anodontostoma selangkat Bleeker, 1852
- Anodontostoma thailandiae Wongratana, 1983